# Ita Ever
Ita Ever (Paide, Estonija, 1. travnja 1931. – ?, 9. kolovoza 2021.) je estonska filmska, radijska, kazališna i televizijska glumica. Općenito je smatraju Velikom starom damom estonskog kazališta. Rodno ime joj je Ilse Ever.

## Karijera
Karijeru je započela 1953. kao kazališna glumica. Pojavila se u brojnim estonskim i ruskim filmskim produkcijama. Ranije je bila u braku s estonskim glumcem Einom Baskinom i majka je redatelja/glumca Romana Baskina.
Godine 1983. glumila je gospođicu Marple u Tajni kosova (rus. Тайна «Чёрных дроздов», Tajna černih drozdov), filmska adaptacija romana Agathe Christie Džep pun žita na ruskom jeziku.
Nastupala je u kazališnim i filmskim produkcijama prema djelima: Oskara Lutsa, A.H. Tammsaarea, Matsa Traata, Agathe Christie, Nikolaja Gogolja, Williama Shakespearea, Johna Steinbecka, Henrika Ibsena i Antona Čehova.

### Nagrade
- Orden Bijele zvijezde[6]

## Vanjske poveznice
- Ita Ever u internetskoj bazi filmova IMDb-a
- Fotografija Ite Ever
- Ema ja poeg koos laval/Jaanus Kulli, Õhtuleht
- Kunksmoor paneb homme oma nõiapaja keema / Kristi Vainküla, Õhtuleht
- VE: Ever, Ita - Eesti teatrilava grand old lady